# ماركو فيرارا
ماركو فيرارا (بالإيطالية: Marco Ferrara)‏ هو لاعب كرة قدم إيطالي، ولد في 5 مايو 1994 في ميلانو في إيطاليا. لعب مع إنتر ميلان ويو أس بركوليتزه 1932.

## وصلات خارجية
- ماركو فيرارا على موقع قاعدة بيانات كرة القدم.إي يو (الإنجليزية)
- ماركو فيرارا على موقع Soccerway.com (الإنجليزية)